# Wielki Sfinks

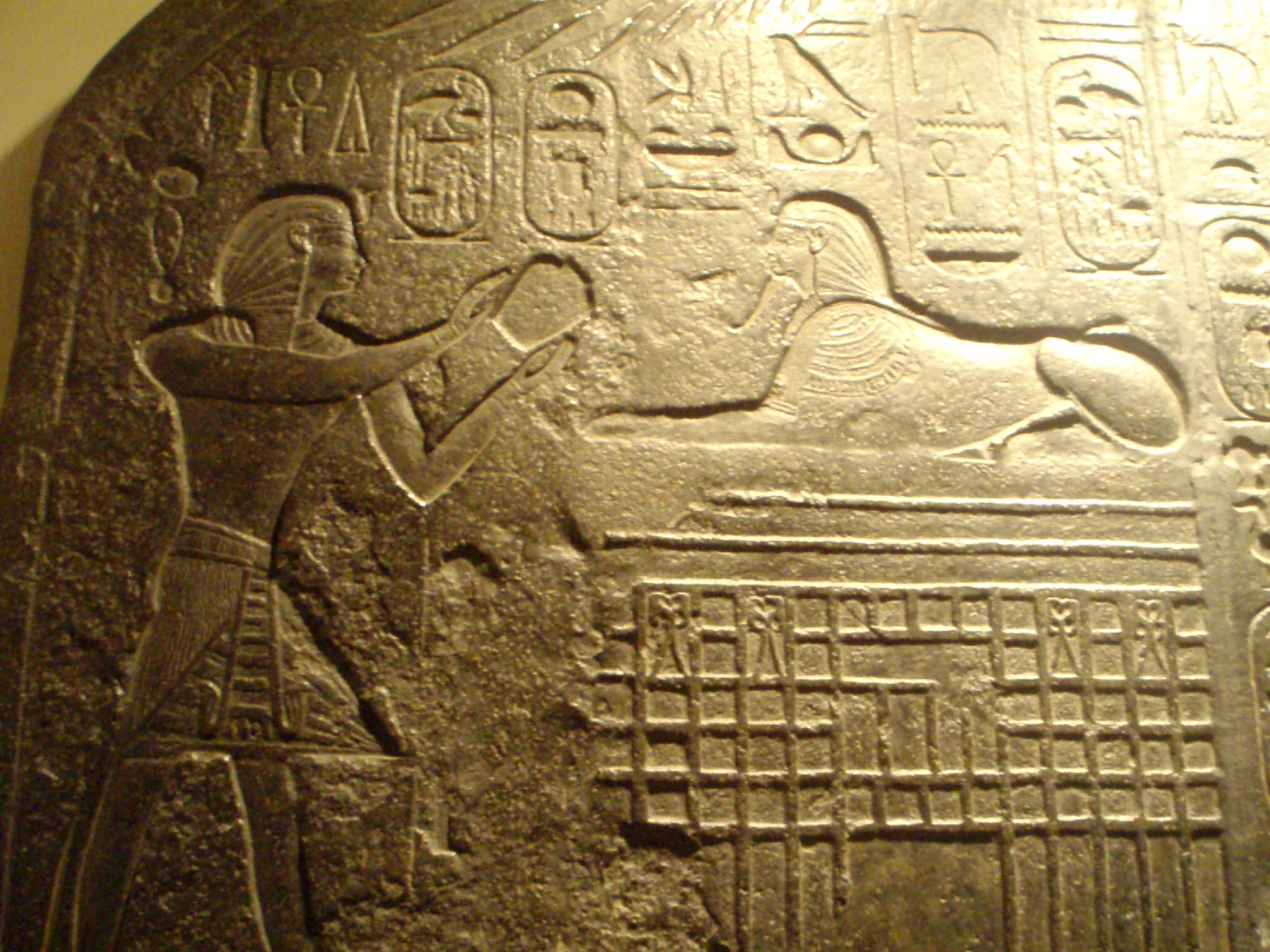
Fragment Steli Snu Totmesa IV (kopia)

Wielki Sfinks – monolityczny posąg mitycznego sfinksa, znajdujący się na terenie kompleksu piramid w Gizie pod Kairem.
Zwrócona frontem na wschód, w kierunku Nilu, rzeźba przedstawiająca prawdopodobnie wizerunek faraona Chefrena, ma 72,85 m (początkowo 73,5 m) długości i 20 m wysokości. Od 1979 roku figuruje na liście światowego dziedzictwa UNESCO.

## Historia

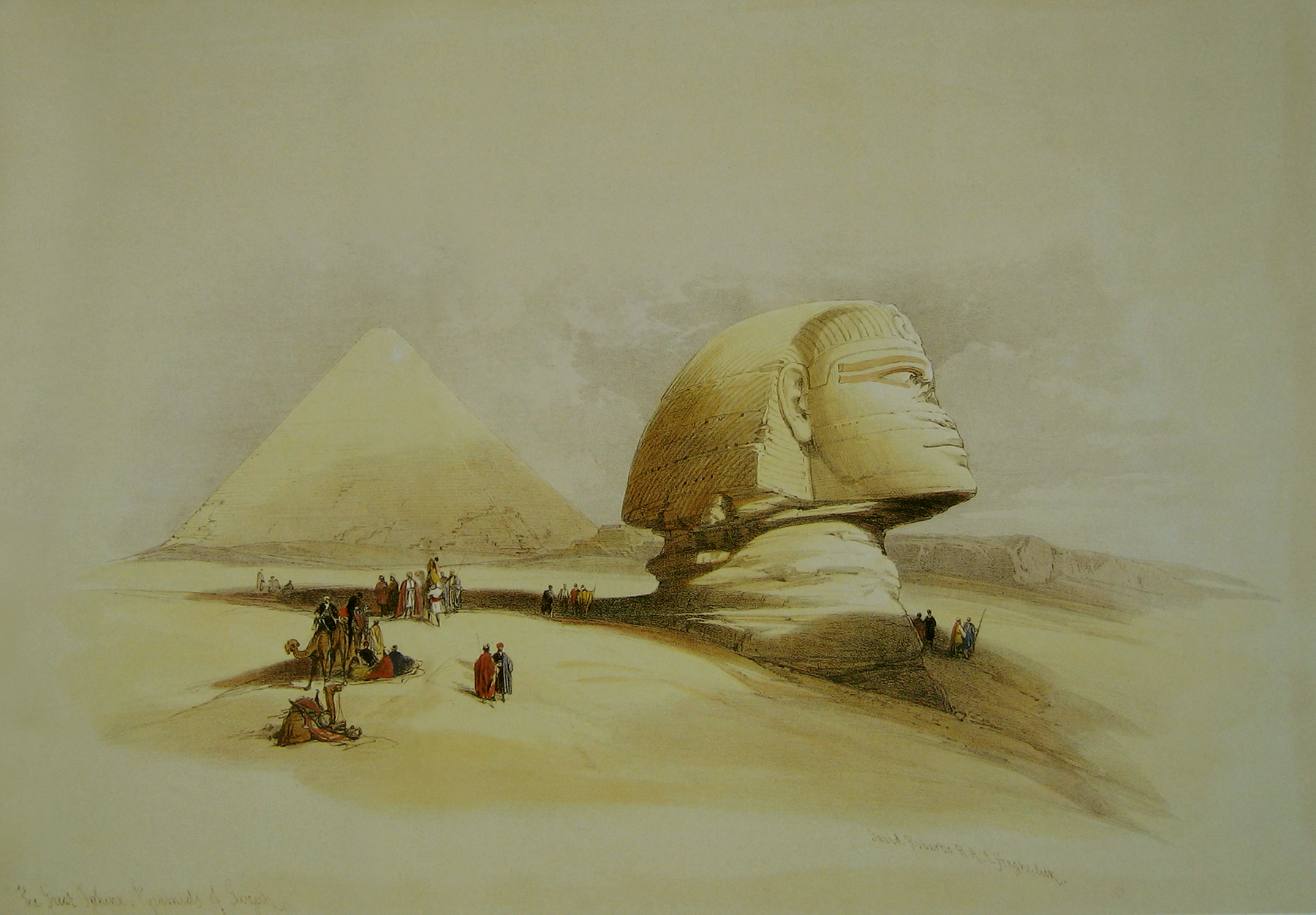
Sfinks zasypany piaskami pustyni (mal. David Roberts, 1838)

Posąg został wykonany prawdopodobnie około 2550 r. p.n.e., z inicjatywy faraona Chefrena. Rzeźba wykuta została w wapiennym ostańcu – skale, prawdopodobnie pozostałej po wykuciu bloków użytych do rdzenia konstrukcji piramidy Cheopsa. Nadano jej kształt leżącego lwa o głowie nakrytej symbolicznym królewskim nemesem; dla ukrycia wad materiału skalnego posąg pokryto wapienną zaprawą i farbami. Pliniusz w swej Historii naturalnej podaje, iż twarz Sfinksa była zabarwiona na czerwono (Naturalis historia, ks. XXXVI). Uważany już w czasach starożytnych za boską istotę, Wielki Sfinks miałby w rzeczywistości wyobrażać oblicze boga Harmachisa, któremu składano ofiary w zbudowanej przed posągiem osobnej świątyni. Ozdabiający pierwotnie brodę sfinksa ureusz został fragmentarycznie odnaleziony podczas badawczych poszukiwań w 1816 roku.
W czasach XVIII dynastii (ok. 1550–1295 r. p.n.e.), za panowania Totmesa IV, posąg odnowiono i pomiędzy odnóżami Sfinksa umieszczono kamienną stelę z aktem dziękczynnym za objęcie władzy, którą faraon miał uzyskać dzięki Sfinksowi (według przekazu przyszły władca odpoczywając w cieniu posągu miał sen, w którym bóstwo obiecało mu władzę nad państwem w zamian za odsłonięcie zasypanego Sfinksa spod piasków pustyni). Poza tym Totmes miał również dokonać pierwszej konserwacji posągu poprzez uzupełnienie jego wykruszonych fragmentów.

### Średniowiecze
W średniowieczu powstały liczne legendarne opowieści odnoszące się do Sfinksa. Jedna z nich mówi o niezwykłej obietnicy, która została złożona we śnie przez Wielkiego Sfinksa pewnemu ubogiemu mieszkańcowi Fajum. Sfinks, nazwany przez Arabów „Panem Grozy (Ojcem Strachu)”, obiecał mu znalezienie skarbu w swym uchu. Wiedziony żądzą posiadania, wieśniak przybył do Gizy i rozpoczął poszukiwania w wystającej z piasku głowie olbrzyma. W tym czasie przyjechał strażnik na koniu i złapał poszukiwacza, który nie był legalnie zarejestrowany. Jednak usłyszawszy opowieść chłopa, wdrapał się po kamieniach i sam począł szukać. Chciwość strażnika została ukarana, bo w uchu nie było skarbu, lecz – norka kobry, która po chwili go ukąsiła. Nieszczęśnik spadł i zabił się, tymczasem wieśniak zabrał dla siebie jego zbroję i konia. Słowa Sfinksa więc się sprawdziły i chłop otrzymał obiecany skarb.
Kolejna baśń, pochodząca podobnie jak poprzednia z XIII wieku, mówi także o ubogim człowieku i jego przygodzie ze Sfinksem. Jej bohater znalazł jedną z kart Księgi Zaklęć, która opisywała sposób składania ofiary Sfinksowi. Jeśli właściwie spełniło się instrukcje, na języku Sfinksa pojawić się miała złota moneta – dinar, mająca magiczne właściwości (jej niezwykłość polegała na tym, że potrafiła zrównoważyć monety położone naprzeciw niej na szali wagi).
W 1378 suficki szejk Sajim al-Dahra uszkodził twarz i oczy Sfinksa. Inny szejk, Horemchet, dla ochrony tego posągu przesypał zalegające hałdy piasku na sąsiednią wioskę, co skutkowało odwetem poszkodowanych tak mieszkańców wsi także na Wielkim Sfinksie.

### XVI wiek
W XVI wieku arabski kronikarz As-Safadi próbował udowodnić tezę stwierdzającą, że piramidy zbudowano przed potopem. Wyjaśnił zarazem, jak powstał Sfinks, który w tamtym czasie był zasypany po szyję: „na wierzchołku piramidy Cheopsa miał stać wielki idol słoneczny, który został stamtąd zmyty wodami potopu. Spadł on i rozbił się tak, iż pozostała jedynie jego głowa stercząca z piasku poniżej piramid”.
Inni uważali Sfinksa za wizerunek Memnona, na jego głowie zaś miał znajdować się otwór prowadzący podziemnym korytarzem do wnętrza piramidy.
Polski podróżnik, książę Mikołaj Krzysztof Radziwiłł, który odwiedził Egipt w 1583, podczas pielgrzymki do Ziemi Świętej, uważał, że głowa postaci jest portretem córki faraona – legendarnej Rodopis, o której w V wieku p.n.e. wspominał Herodot.

### XVII wiek
W pierwszej połowie XVII wieku niemiecki arystokrata Christian von Neitzchitz przebywał w Kairze i zwiedził Gizę. W swoim dziele zatytułowanym Siedmioletnie niebezpieczne zwiedzanie świata napisał o duchu diabolicznym mieszkającym najpierw w piramidach, a następnie w wielkiej głowie Sfinksa. Wspomniał też o naturalnym pochodzeniu posągu i o spełnianej przez niego funkcji wyroczni, do której sam wtedy przybył. Natomiast francuski podróżnik i dyplomata de Maillet dostrzegał w nim „głowę kobiety zatkniętą na cielsku lwa” i rozważał nawet interpretowanie go jako połączonych znaków zodiaku – Panny i Lwa.

### XVIII wiek

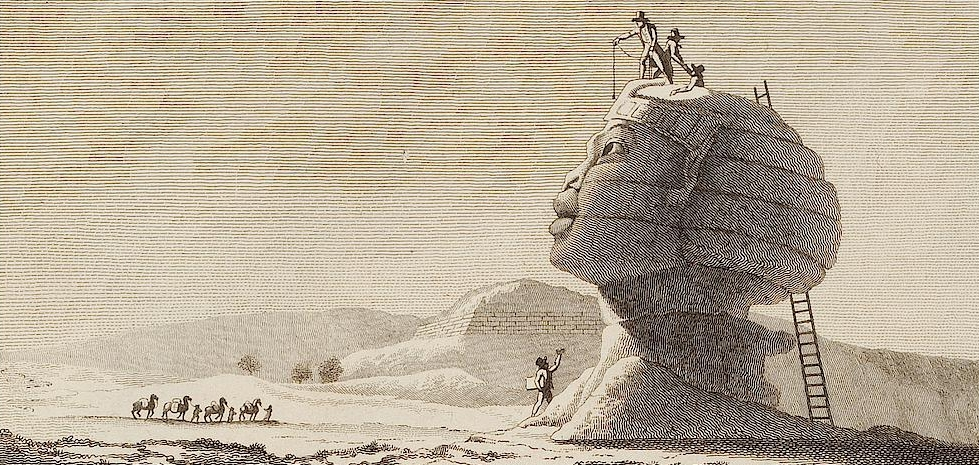
Pomiary Sfinksa przez członków napoleońskiej ekspedycji Denona

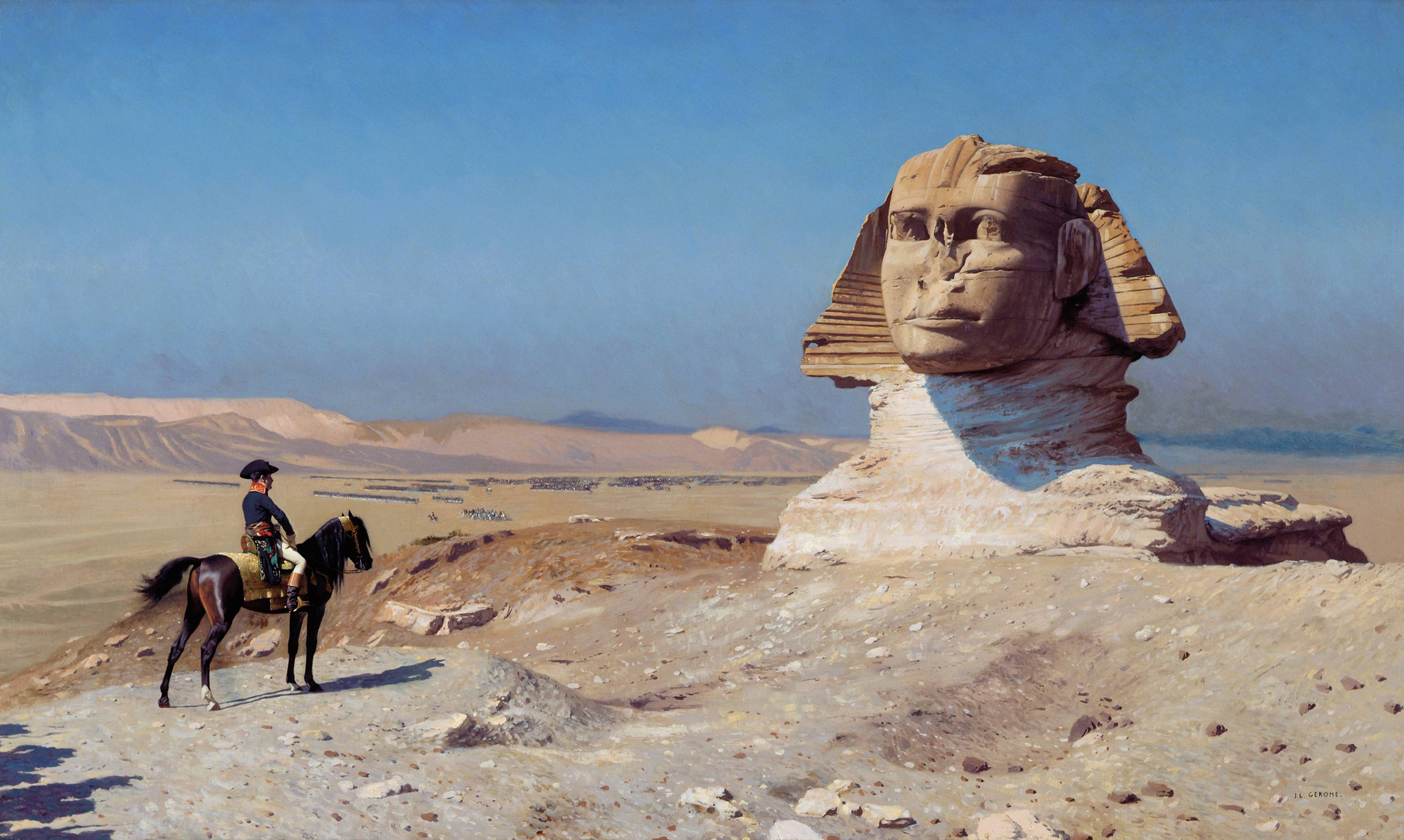
Jean-Léon Gérôme: Napoleon Bonaparte przed obliczem Sfinksa

U schyłku XVIII wieku, podczas wyprawy napoleońskiej, Sfinks został zbadany przez zespół francuskich badaczy, wśród których główną rolę odgrywał baron Dominique Vivant Denon. Dokonał on pierwszych dokładnych pomiarów monumentu wraz z opisami zawartymi w dwutomowym dziele Voyage dans la Basse et la Haute Égypte pendant les campagnes du général Bonaparte (1802).

## Badania i wykopaliska
W 1816 Giovanni Batista Caviglia odkopał fragmenty brakującej brody, ureusza (obecnie znajdujące się w Muzeum Brytyjskim i w Muzeum Egipskim w Kairze) oraz odkrył tzw. Stelę Snu Totmesa IV. Pozostałości usytuowanej obok Sfinksa świątyni Chefrena odsłonił Auguste Mariette w 1853, i odtąd utrzymuje się pogląd, iż oblicze kolosa ma rysy tego władcy.
W maju 1998 ukończono projekt związany z pracami konserwatorskimi przy Sfinksie, zainicjowanymi przez prezydenta Mubaraka i realizowanymi przez Zahi Hawassa. W ciągu 10-letniej renowacji Sfinksa użyto ponad dwunastu tysięcy kamiennych bloków, drobiazgowe prace konserwatorskie nie objęły jednak jego zniszczonej twarzy.

## Teorie alternatywne
Sfinks, podobnie jak pobliski kompleks piramid, jest obiektem wielu spekulacji pseudonaukowych. Amerykański jasnowidz Edgar Cayce utrzymywał, że pod Sfinksem znajduje się podziemna „Komnata Zapisków”, w której ukryta została tajemna wiedza Atlantów. Według poglądu wyrażonego przez amerykańskiego pisarza i zwolennika paleoastronautyki, Roberta Temple, w książce The Sphinx Mystery, posąg miał pierwotnie głowę szakala i był wizerunkiem boga Anubisa, a ludzką twarz otrzymał dopiero po przekuciu w czasach Amenemhata II.
Amerykański geolog Robert Schoch stwierdził, że posąg Sfinksa nosi silne ślady erozji wodnej, która mogła nastąpić jedynie w czasach bardziej deszczowego klimatu. Na podstawie tego ogłosił, że monument liczy ponad 10 tysięcy lat. Za podobnie starą datą powstania posągu opowiedzieli się Robert Bauval i Graham Hancock, których zdaniem cały kompleks w Gizie jest gigantyczną mapą nieba, wzniesioną około 10500 roku p.n.e., sam Sfinks stanowił zaś odwzorowanie gwiazdozbioru Lwa.